# Bistrița
Bistrița (en alemán: Bistritz, en alemán arcaico: Nösen, en húngaro: Beszterce) es la ciudad capital del distrito de Bistrița-Năsăud, en la región histórica de Transilvania, Rumanía. La ciudad se levanta junto al río Bistrița, y cuenta con una población de aproximadamente 81.259 habitantes (censo 2002).

## Historia
Los restos más antiguos de asentamientos en el área de Bistrița datan del Neolítico. Los sajones transilvanos se establecieron en la región en 1206, denominándola Nösnerland. Un documento de 1241 describe cómo los mongoles, en su avance hacia Europa central, destruyeron Markt Nosa ("Mercado de Nösen"). Situada en el cruce de varias rutas mercantiles, la Bistrița medieval floreció como centro comercial.
Bistrița devino una ciudad realmente libre en 1330, y en 1353 obtuvo el derecho de organizar una feria anual de quince días, así como el de crear un sello urbano, que contenía un escudo conformado por un avestruz con una herradura en su pico. Hacia 1465, el sistema de fortificación de la ciudad contaba con 18 torres y bastiones defendidos por los gremios locales. La ciudad albergaba también una Kirchenburg, o iglesia fortificada.
Hasta 1920 la ciudad pertenecía al Reino de Hungría. En 2015 el ayuntamiento aceptó una presentación, según la cual se fundará una escuela húngara en la ciudad.

## Turismo
La iglesia luterana de los sajones, ubicada en la plaza central de la ciudad, constituye la mayor atracción turística de Bistrița. Construida originariamente en estilo gótico en el siglo XIV, durante la remodelación de 1559-1563, Petrus Italus le añadió detalles renacentistas. La última renovación importante ocurrió en 1998. El Museo del Distrito de Bistrița-Năsăud, que ocupa antiguas barracas militares, cuenta con objetos de origen tracio, celta y sajón. Varios incendios ocurridos en el siglo XIX destruyeron gran parte de la ciudadela medieval.
En la famosa novela Drácula, de Bram Stoker, el personaje principal Jonathan Harker visita Bistrița, albergándose en el Hotel Golden Krone. Aunque dicho hotel no existía cuando la novela fue escrita, la popularidad de esta última llevó a la construcción de uno.

## Transporte
Las principales ciudades directamente unidas por ferrocarril son la capital nacional Bucarest, que mantiene un servicio de tren nocturno, y la vecina Cluj-Napoca, que cuenta con varios servicios de tren.
Bistrița también sirve de punto de tránsito al servicio de transportes nacionales C&I, que la une a las ciudades de Suceava, Satu Mare, Cluj-Napoca, Sibiu, Sighișoara, Târgu Mureș y Brașov.